# Дніпровське (Чернігівський район)
Дніпро́вське (до 1962 — Наво́зи) — село в Україні, у Михайло-Коцюбинській селищній громаді Чернігівського району Чернігівської області. До 2018 орган місцевого самоврядування — Дніпровська сільська рада.
Населення становить 427 осіб.

## Походження назви
Як свідчать історичні джерела середини XIX століття, для будівництва князівського будинку над Дніпром землю «навозили». Звідси і назва літописного міста Навози.
За іншими джерелами назва походить від данини, яку сюди звозили.

## Історія
Після Любецького з'їзду 1097 року придніпровські землі одержав у володіння і оселився там Святослав-Панкратій Давидович Чернігівський, син чернігівського князя Давида Святославича, правнук Ярослава Мудрого.
За даними на 1859 рік у козацькому й власницькому селі Чернігівського повіту Чернігівської губернії мешкало 1555 осіб (774 чоловічої статі та 781 — жіночої), налічувалось 193 дворових господарств, існували православна церква й пристань.
Станом на 1886 у колишньому державному й власницькому селі, центрі Пакульської волості мешкало 1405 осіб, налічувалось 258 дворових господарств, існували православна церква, 2 постоялих будинки, 5 водяних і 10 вітряних млинів, 2 маслобійних заводи.
За переписом 1897 року кількість мешканців зросла до 2420 осіб (1192 чоловічої статі та 1228 — жіночої), з яких 2276 — православної віри.
У жовтні 2009 року на майдані біля сільради встановлений пам'ятник Миколі Святоші. Образ святого князя-ченця в чернечому одязі в повний зріст відтворений у камені. Автор роботи — випускник Національної академії образотворчого мистецтва Владлен Караченцев.
Наприкінці 2011 року в селі на кошти уродженця села, підприємця Анатолія Новика, побудована церква Миколи Святоші поряд з колишнім приміщенням будинку культури.
12 червня 2020 року, відповідно до розпорядження Кабінету Міністрів України № 730-р «Про визначення адміністративних центрів та затвердження територій територіальних громад Чернігівської області», увійшло до складу Михайло-Коцюбинської селищної громади.
19 липня 2020 року, в результаті адміністративно-територіальної реформи та ліквідації Чернігівського району (1923—2020) Чернігівської області, увійшло до складу новоутвореного Чернігівського району.

## Пам'ятки
У 1976 році було встановлено пам'ятний знак на місці форсування р. Дніпро партизанами і Радянською Армією у вересні 1943 року.

## Відомі люди села
- Пономаренко Євдокія Леонтіївна (1918—2001) — народилася в Дніпровському, все своє трудове життя пропрацювала у тваринництві. Була нагороджена орденом Трудового Червоного Прапора (1971), орденом «Знак Пошани» (1973), медаллю «Ветеран праці» (1975), бронзовою медаллю ВДНГ СРСР (1973).
- Симончук Григорій Михайлович — під час німецько-радянської війни 1941—1945 рр. снайпер, за мужність і відвагу нагороджений орденами Леніна та Бойового Червоного Прапора.
- Черінько Іван Петрович (1923—1997) — народився в Дніпровському, учасник бойових дій німецько-радянської війни, працював директором школи (1949—1952, 1955—1983), за успіхи у роботі нагороджений орденом Леніна (1971), мав значки «Відмінник народної освіти УРСР» та «Відмінник освіти СРСР». При ньому школа — передова в районі та області.
- Черінько Макар Петрович (1925—2002) — народився в Дніпровському, з 1969 р. доктор медичних наук, професор, працював завідувачем кафедрою хірургії і ендокринології, Заслужений діяч науки, відзначений Державною премією ім. Т. Г. Шевченка.

Під час переправи радянсько-окупаційних військ через р. Дніпро в районі села Навози в вересні 1943 р. за проявлені мужність і героїзм присвоєно звання Героя Радянського Союзу солдатам і офіцерам військових частин, що звільняли Чернігівщину від німецьких загарбників, а саме:
- Бакуров Дмитро Олексійович (1922 р.н.) — капітан, командир батареї 229-го стрілецького полку 8-ї стрілецької дивізії (13-та армія, Центр.фронт).
- Бондарев Андрій Леонтійович (1901—1961) — гвардії генерал-лейтенант, командир 17-го гв.стрілецького корпусу (13-та армія, Центр.фронт).
- Вертяков Кирило Романович (1922—1983) — молодший сержант, командир відділення стрілецького полку, відзначився в боях за р. Дніпро неподалік від с. Навози.
- Гудзь Порфирій Мартинович (1902—1969) — полковник, командир 8-ї стрілецької дивізії (13-та армія, Центр.фронт).
- Клевцов Сергій Трохимович (1905—1943) — єфрейтор, кулеметник 1087-го стрілецького полку 322-ї стрілецької дивізії (13-та армія, Центр.фронт).
- Князев Іван Миколайович (1924 р.н.) — рядовий, бронебійщик роти ПТР 310-го стрілецького полку 8-ї стрілецької дивізії (13-та армія, Центр.фронт).
- Колокольцев Федір Миколайович (1909 р.н.) — капітан, заступник командира батальйону по політичній частині 151-го стрілецького полку 8-ї стрілецької дивізії (13-та армія, Центр.фронт).
- Кузнецов Олександр Михайлович (1922 р.н.) — старший лейтенант, командир роти ПТР 229-го стрілецького полку 8-ї стрілецької дивізії (13-та армія, Центр.фронт).
- Кузнецов Іван Федорович (1922—1979) — лейтенант, командир артилерійської батареї 229-го стрілецького полку 8-ї стрілецької дивізії (13-та армія, Центр.фронт).
- Кязимов Солодин Ісаєвич (1920—1978) — старший лейтенант, командир батареї 62-го артилерійського полку 8-ї стрілецької дивізії (13-та армія, Центр.фронт).
- Лучик Михайло Тихонович (1918—1944) — єфрейтор, помічник командира взводу розвідки батареї 229-го стрілецького полку 8-ї стрілецької дивізії (13-та армія, Центр.фронт).
- Мищенко Олексій Ємельянович (1923 р.н.) — молодший сержант, командир мінометного відділення 151-го стрілецького полку 8-ї стрілецької дивізії (13-та армія, Центр.фронт).
- Огородников Микола Іванович (1919 р.н.) — старший лейтенант, командир мінометної роти 151-го стрілецького полку 8-ї стрілецької дивізії (13-та армія, Центр.фронт).
- Осипов Олександр Архипович (1912—1963) — капітан, командир батальйону 229-го стрілецького полку 8-ї стрілецької дивізії (13-та армія, Центр.фронт).
- Осипов Василь Іванович (1913—1944) — рядовий, стрілець 310-го стрілецького полку 8-ї стрілецької дивізії (13-та армія, Центр.фронт).
- Пашин Петро Лук'янович (1916 р.н.) — сержант, кулеметник кулеметної роти 1087-го стрілецького полку 322-ї стрілецької дивізії (13-та армія, Центр.фронт).
- Русянцев Іван Миколайович (1903—1987) — старший лейтенант, заступник командира батальйону по політичній частині 229-го стрілецького полку 8-їстрілецької дивізії (13-та армія, Центр.фронт).
- Сибагатуллін Лутфулла Сибаєвич (1912—1978) — старший лейтенант, заступник командира батальйону по політичній частині 229-го стрілецького полку 8-ї стрілецької дивізії (13-та армія, Центр.фронт).
- Силин Микола Миколайович (1922 р.н.) — капітан, командир батальйону 151-го стрілецького полку 8-ї стрілецької дивізії (13-та армія, Центр.фронт).
- Твердохлебов Арсентій Савелійович (1914—1952) — старшина, командир мінометного розрахунку 151-го стрілецького полку 8-ї стрілецької дивізії (13-та армія, Центр.фронт).
- Харланов Іван Степанович (1908—1972) — підполковник, командир 1089-го стрілецького полку 322-ї стрілецької дивізії (13-та армія, Центр.фронт).
- Цаплин Андрій Павлович (1923—1944) — рядовий, стрілець роти ПТР 310-го стрілецького полку 8-ї стрілецької дивізії (13-та армія, Центр.фронт).
- Черняєв Петро Андрійович (1924 р.н.) — старший сержант, помічник командира взводу 229-го стрілецького полку 8-ї стрілецької дивізії (13-та армія, Центр.фронт).
- Шеломцов Микола Григорович (1922 р.н.) — лейтенант, командир роти 310-го стрілецького полку 8-ї стрілецької дивізії (13-та армія, Центр.фронт).
- Шишков Данило Кузьмич (1907 р.н.) — підполковник, командир 229-го стрілецького полку 8-ї стрілецької дивізії (13-та армія, Центр.фронт).
- Шурпенко Дмитро Васильович (1915—1943) — старшина, командир взводу 151-го стрілецького полку 8-ї стрілецької дивізії (13-та армія, Центр.фронт).
- Юлдашев Абдуллаазис Даминович (1921—1968) — лейтенант, командир роти 229-го стрілецького полку 8-ї стрілецької дивізії (13-та армія, Центр.фронт).
- Юр'єв Михайло Макарович (1918 р.н.) — капітан, командир дивізіону 62-го артилерійського полку 8-ї стрілецької дивізії (13-та армія, Центр.фронт).